# Regína Ósk
Regína Ósk Óskarsdóttir, más conocida como Regína Ósk es una popular y reconocida cantante pop islandesa. Fuera de su país, se hizo popular por representar a Islandia en el Festival de la Canción de Eurovisión 2008, como integrante de Eurobandið. Desde entonces ha vuelto a intentar representar al país en otras dos ocasiones.

## Biografía
Regina Ósk nació el 21 de diciembre de 1977 en Reykjavík. Sus inicios en el mundo de la música fueron muy tempranos, pues empezó a cantar antes de aprender a hablar. Cuando llegó a la adolescencia Regína estuvo inscrita en el Hamrahild college y durante su vida de estudiante, la cantante participó en varios concursos de talentos. En 1996, la cantante apareció por primera vez en los medios en un festival de canciones para artistas adolescentes. Desde ese momento la joven Regina empezó a formarse como vocalista, inscribiéndose en la escuela de artes vocales de la capital islandesa, donde aprendió canto clásico y jazz. Tras terminar su formación, formó parte del grupo femenino Söngystur. Posteriormente, formó parte del octeto, 8 villt y del grupo nova. Tras esta etapa inicial, la joven emprendió su carrera en solitario.

### Carrera
En el año 2000 Regina Ósk grabó su primera canción como solista titulada "Elín", que fue incluida en el recopilatorio "Fólkið í blokkinni".
Un año después, la carrera de la cantante comenzó su auge. En el 2001, Regina publicó una nueva canción titulada "Right there", que formaba parte del recopilatorio "Landslag Bylgjunnar". Posteriormente, la joven entró, por primera vez, en contacto con el mundo eurovisivo, pues fue corista del grupo  Two Tricky, que representó a Islandia en Eurovisión en el año 2001.
En el año 2003, después de ser nuevamente corista de su país en Eurovisión, la cantante publicó su primera canción de éxito titulada "Don't try to fool me", una canción que fue muy radiada en Islandia y que se encontró con una notable recepción. Esta canción, que fue, por primera vez en su carrera, acompañada con un videoclip, fue publicada en el mercado como sencillo.
Ese mismo año, la cantante participó en el Söngvakeppni sjónvapsins, la preselección islandesa para eurovisión agrupada junto a Hjalti Jónsson, con la canción "Engu þurfum að tapa" que no tuvo demasiado éxito.
El año 2005 fue importante para la carrera de Regina. Ese año, de nuevo, fue corista de su país en Eurovisión. Poco después, la cantante fichó por la discográfica Sena Music y publicó su primer disco de estudio homónimo. Aquel primer álbum, casi íntegramente interpretado en Inglés a excepción de dos canciones en Islandés, se caracteriza por mostrar un Pop fusionado con elementos de Soul y de Jazz. La recepción del álbum fue buena, y la canción "Sail on", para la que se grabó un videoclip, fue la más exitosa del disco.
En el año 2006 Regína Ósk vivió la consolidación de su carrera. Participó de nuevo en el Söngvakeppni Sjónvarpsins, festival anual en el que se elige al representante islandés para el Festival de Eurovisión. La canción con la que participó, titulada "Þér við hlið" (A tu lado), quedó segunda en la preselección y no logró el pasaporte a Atenas, sin embargo se convirtió en un éxito total que dio mucho más renombre a la cantante. La canción fue incluida dentro de su segundo disco, titulado "Í djúpum dal" (En un valle profundo), que fue grabado íntegramente en islandés y que tuvo una aceptación mayor que su trabajo anterior.
En el año 2007, la cantante publica su tercer disco contando con la producción de Karl Olgeir Olgeirsson. El álbum, titulado "Ef væri ég..." (Si yo fuera...) guarda relación con sus trabajos anteriores, sin embargo, la vocalista empieza a indagar en otros géneros musicales como el Rock. En general, es un disco, más reflexivo, con letras que hablan sobre la maternidad y la vida.

### Eurobandið
El año 2008, fue también decisivo para la carrera de Regína, pues se agrupó con el también popular cantante Friðrik Ómar, formando el grupo "Eurobandið", que triunfó en la preselección islandesa, con la canción, "Fulkominn líf", traducida al inglés como "This is my life". Juntos, representaron a Islandia en el Festival de la Canción de Eurovisión 2008 que se celebró en Belgrado. Tras clasificarse para la gran final, el grupo terminó en decimocuarta posición, logrando la mejor clasificación de Islandia en el festival desde el año 2003.

### Siguientes proyectos
Dos años después de su paso por Eurovisión, a finales del 2010, Regína Ósk retoma su carrera en solitario, abandona Sena Music, la que había sido su discográfica y se une a FROST music. Con esta nueva discográfica publica un álbum de canciones navideñas titulado "Um gleðileg jól" (Sobre la feliz Navidad), del cual se desprendieron varias canciones de éxito.
En el 2012, la cantante volvió a participar en solitario en la preselección islandesa para Eurovisión con la canción "Hjartað brennur" (El corazón me arde), que se clasificó para la final de la preselección, aunque no consiguió lograr el pasaporte a Bakú. Aun así, aquella canción fue un éxito más en la carrera de la vocalista.
Dos años después, tras participar en muchos eventos, Regína publica su quinto trabajo, titulado "Leiddu mína litlu hendi" (De la mano de mi pequeño), un álbum conceptual en el que la cantante interpreta canciones de cuna.
En el 2015, la vocalista vuelve a participar en la preselección islandesa para Eurovisión con la canción "Áldrei of seint" (Nunca es tarde), en la que colaboró con los músicos suecos, Marcus Frenell y Sarah Reede. Aunque aquella canción recibió buenas, críticas no consiguió clasificarse para la final del evento.
En el año 2017 la cantante participó en el Festival de la canción de Gibraltar con la canción "Overload", compuesta por las suecas Ylva y Linda Persson, y un año después, publicó el sencillo "Rabbit hole" publicado por Melodia, su nueva discográfica.

## Discografía

### Álbumes
- 2005: Regína Ósk
- 2006: Í djúpum dal (En un valle profundo)
- 2007: Ef væri ég... (Si yo fuera)
- 2010: Um gleðileg jól (Sobre la feliz Navidad)
- 2014: Leiddu mína litlu hendi (De la mano de mi pequeño)

### Sencillos
- 2003: Don't try to fool me
- 2004: Catch a ride
- 2007: Draumar (Sueños)
- 2012: Hjartað brennur (El corazón me arde)
- 2015: Áldrei of seint (Nunca es tarde)
- 2017: Overload
- 2018: Rabbit hole